# Capital Asset Pricing Model
Capital Asset Pricing Model (CAPM) – model pozwalający zobrazować zależność między ponoszonym ryzykiem systematycznym, inaczej nazywanym rynkowym lub niedywersyfikowalnym, a oczekiwaną stopą zwrotu z portfela aktywów finansowych (np. akcji i obligacji).

## Opis modelu
Model został opracowany niezależnie przez Jacka Treynora (1961, 1962), Williama Sharpe’a (1964), Johna Lintnera (1965a,b) i Jana Mossina (1966), w oparciu o wcześniejsze prace Harry’ego Markowitza na temat dywersyfikacji portfela inwestycyjnego. Sharpe, Markowitz i Merton Miller wspólnie otrzymali w roku 1990 Nagrodę Nobla w dziedzinie ekonomii za wkład w rozwój ekonomii finansowej.
Model CAPM może być wykorzystywany w liczeniu kosztu kapitału własnego, do oceny efektywności inwestycyjnej funduszy zbiorowego inwestowania (otwartych funduszy inwestycyjnych, funduszy emerytalnych itp.), badania stopnia efektywności rynku giełdowego, oraz jako narzędzie w badaniach z zakresu ekonometrii finansowej. Szczyt popularności modelu przypada na lata 70–80. W latach 90. został on poddany całkowitej krytyce jako niezgodny z wynikami badań i nieprzydatny w praktyce.
Model CAPM zawiera dwa kluczowe równania. Pierwsze to równanie linii rynku kapitałowego (ang. CML, Capital Market Line), wyznaczającej zależność między oczekiwaną stopą zwrotu z efektywnego (w sensie teorii portfelowej Markowitza) portfela aktywów finansowych a ryzykiem tego portfela:
{\displaystyle R=R_{f}+{\frac {s_{X}}{s_{M}}}(R_{m}-R_{f})}
gdzie:
- sX – odchylenie standardowe oczekiwanej stopy zwrotu z portfela „X”,
- sM – odchylenie standardowe oczekiwanej stopy zwrotu z portfela rynkowego „M”.

Równanie to wskazuje, że oczekiwana stopa zwrotu z dowolnego portfela efektywnego jest równa stopie aktywów wolnych od ryzyka powiększonej o premię za ryzyko. Premia ta jest uzależniona od różnicy pomiędzy ryzykiem danego portfela a ryzykiem portfela rynkowego, a także różnicy między oczekiwaną stopą zwrotu z portfela efektywnego a stopą wolną od ryzyka. Głównym atutem modelu CAPM jest udowodnienie, że portfel rynkowy jest portfelem efektywnym, jeśli spełnione są założenia opisane poniżej. Dzięki temu nie jest konieczne poszukiwanie przy każdej analizie portfela efektywnego, który byłby punktem odniesienia do obliczenia premii za ryzyko. W praktyce za portfel rynkowy przyjmuje się główny indeks giełdowy, np. WIG (Warszawski Indeks Giełdowy).
Drugie równanie dotyczy wszystkich portfeli, nie tylko efektywnych, a także pojedynczych akcji. Wskazuje ono na zależność pomiędzy oczekiwaną stopą zwrotu z danego portfela a oczekiwaną stopą zwrotu z portfela rynkowego (ang. security market line):
{\displaystyle R=R_{f}+\beta \cdot (R_{m}-R_{f})}
gdzie:
- R – oczekiwana stopa zwrotu
- Rf – stopa wolna od ryzyka (zazwyczaj stopa zwrotu z papierów skarbowych)
- Rm – stopa zwrotu z portfela rynkowego.
- β – współczynnik określający kowariancję stopy zwrotu danego papieru wartościowego ze stopą zwrotu z portfela rynkowego.

## Przykład
Inwestor chce ustalić, jaka jest oczekiwana stopa zwrotu z akcji spółki Ala S.A. W danym momencie 10-letnie obligacje skarbu państwa przynoszą odsetki w wysokości 3%, według prognoz można oczekiwać zwrotu z portfela indeksu WIG w wysokości 8% rocznie. W przeszłości akcje spółki Ala podążały za indeksem WIG, przy czym zmiany ich cen były bardziej gwałtowne od zmian wartości indeksu: wartość współczynnika β została oszacowana za pomocą modelu CAPM na 1,4.
- Stopa wolna od ryzyka – 3%
- β – 1,4
- Stopa zwrotu z rynku – 8%

Oczekiwana stopa zwrotu z akcji spółki Ala S.A. według modelu CAPM:
{\displaystyle R=0,03+1,4\cdot (0,08-0,03)=0,10}
Wynik interpretuje się jako przyszłą (oczekiwaną) stopę zwrotu, która równoważyłaby dodatkowe ryzyko inwestycji w wybraną akcję. Stopa ta jest pozytywnie uzależniona od współczynnika beta oraz od oczekiwanej stopy zwrotu z portfela rynkowego.
Model CAPM doczekał się wielu wariantów: CAPM w wielu okresach, CAPM ciągły, CAPM międzynarodowy, CAPM warunkowy. Modele te były testowane na danych z rynku polskiego.

## Założenia modelu
CAPM opiera się na szeregu restrykcyjnych założeń, które nie są spełnione w rzeczywistości:
1. Rynek finansowy znajduje się w równowadze, jest doskonały, wolny od manipulacji, podatków, lub kosztów transakcyjnych
2. Rynek obejmuje wszystkie aktywa, łącznie z kapitałem ludzkim
3. Wszyscy inwestorzy mogą lokować środki w aktywa wolne od ryzyka, zapewniające pewną wypłatę określonej kwoty w przyszłości,
4. Wszyscy inwestorzy mogą uzyskać kredyt na zakup aktywów, oprocentowany według stopy wolnej od ryzyka bez względu na historię kredytową
5. Wszyscy inwestorzy posiadają kwadratową funkcję użyteczności lub rozkład zwrotów jest normalny
6. Wszyscy inwestorzy mają takie same oczekiwania (homogeniczne) co do przyszłych zysków z posiadanych aktywów
7. Inwestorzy podejmują decyzje w oparciu o dwa parametry rozkładu przyszłych przepływów pieniężnych: wartość oczekiwaną i odchylenie standardowe,
8. Wariancja stopy zwrotu jest właściwą miarą ryzyka finansowego
9. Model obejmuje jeden okres w którym parametry modelu są niezmienne

## Krytyka modelu CAPM
Model ten jest często prezentowany w czasie wykładów z finansów, lecz istnieje wiele dowodów, że prowadzi do błędów i niepoprawnych wniosków.
Podstawową praktyczną wadą modelu CAPM jest wykorzystanie parametrów, które nie są obserwowane: oczekiwanych stóp zwrotu. Badania ekonometryczne dot. szacowania wartości tych parametrów przynoszą negatywne efekty, wskazując na brak stabilności w czasie i wysokie błędy pomiaru. W praktyce szacowania współczynnika beta niemożliwe bywa ustalenie (w sensie precyzji modelu ekonometrycznego) czy współczynnik wynosi 0.5, 1, czy 1.5. Ponadto model wpisuje się w teorię efektywności rynków finansowych, która ma słabe poparcie empiryczne. Eugene Fama i Kenneth French wykazali, że na rynku USA nie ma zależności pomiędzy zwrotem a ryzykiem wyrażonym jako beta. Z kolei Ross zaproponował model wieloczynnikowy (ang. arbitrage pricing model, APM), będący odpowiedzą na część zarzutów wobec CAPM. W ostatnich latach kompleksową krytykę modelu CAPM przedstawił Pablo Fernandez.